# 15e Screen Actors Guild Awards
De 15e Screen Actors Guild Awards, waarbij prijzen werden uitgereikt voor uitstekende acteerprestaties in film en televisie voor het jaar 2008, gekozen door de leden van de Screen Actors Guild, vonden plaats op 25 januari 2009 in het Shrine Auditorium in Los Angeles. De prijs voor de volledige carrière werd uitgereikt aan James Earl Jones.

## Film

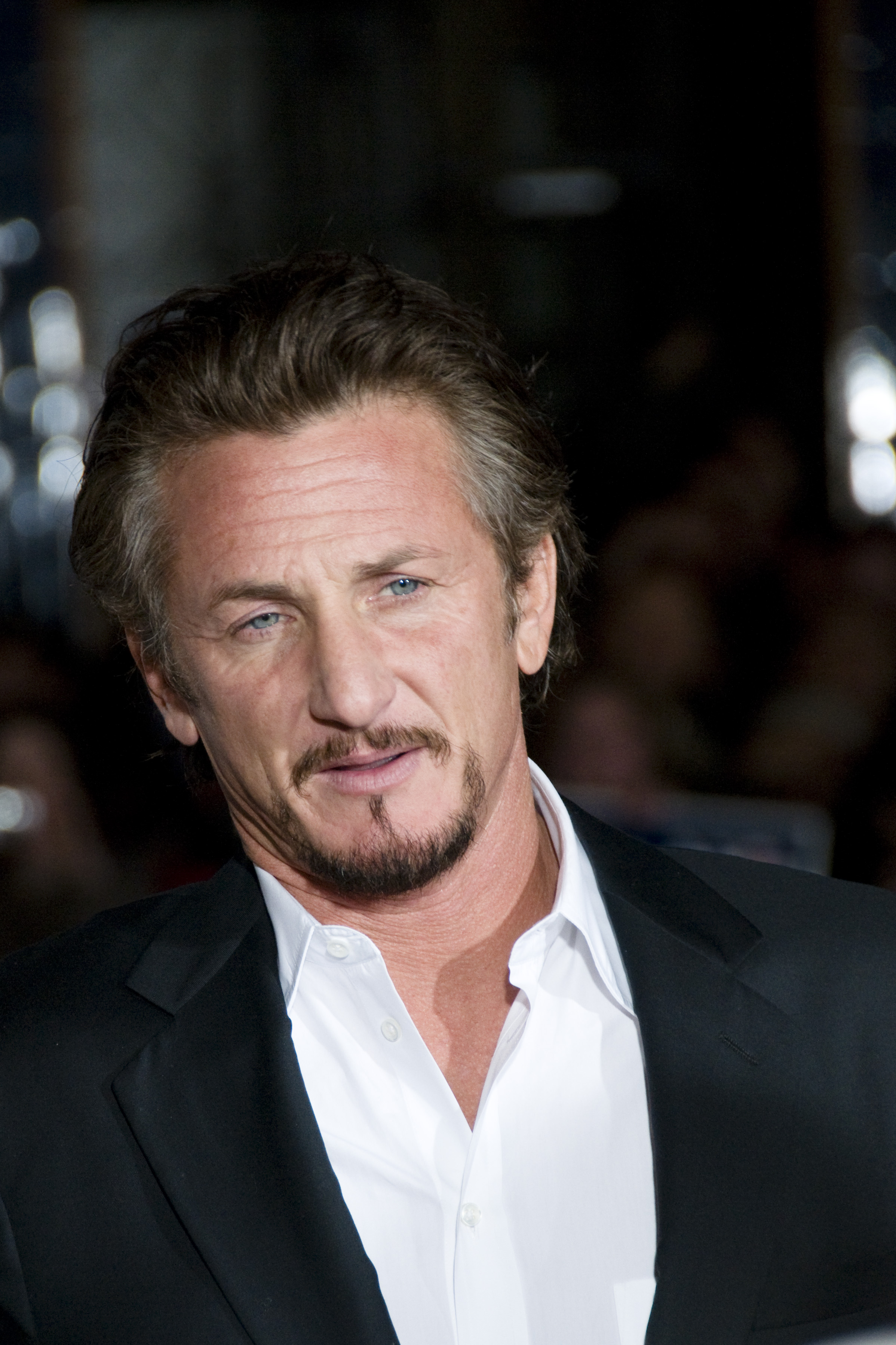
Sean Penn (Milk), winnaar mannelijke acteur in een hoofdrol

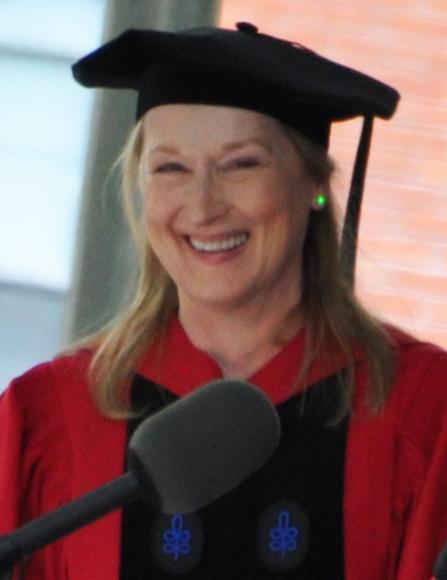
Meryl Streep (Doubt), winnaar vrouwelijke acteur in een hoofdrol

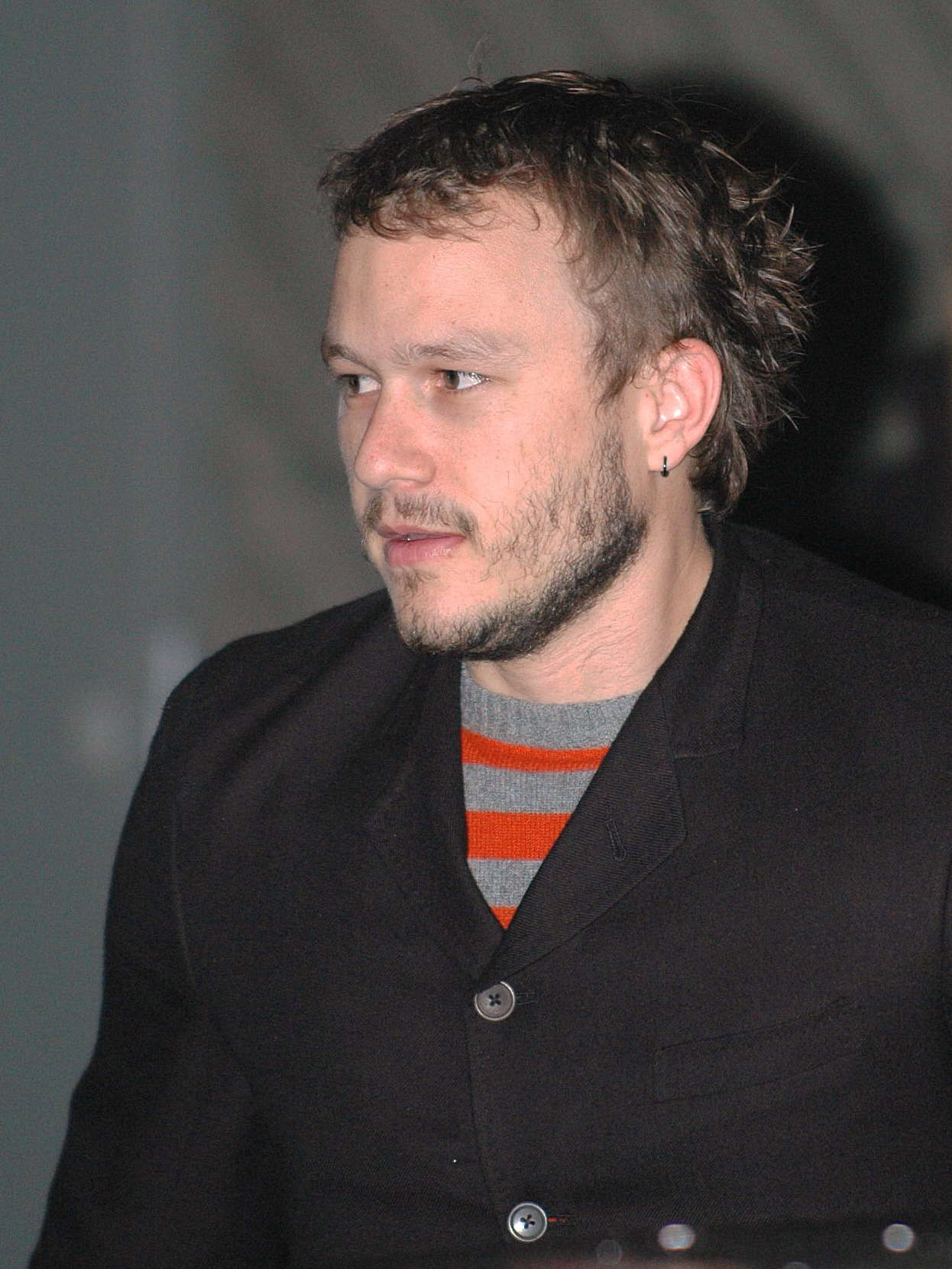
Heath Ledger (The Dark Knight), winnaar mannelijke acteur in een bijrol

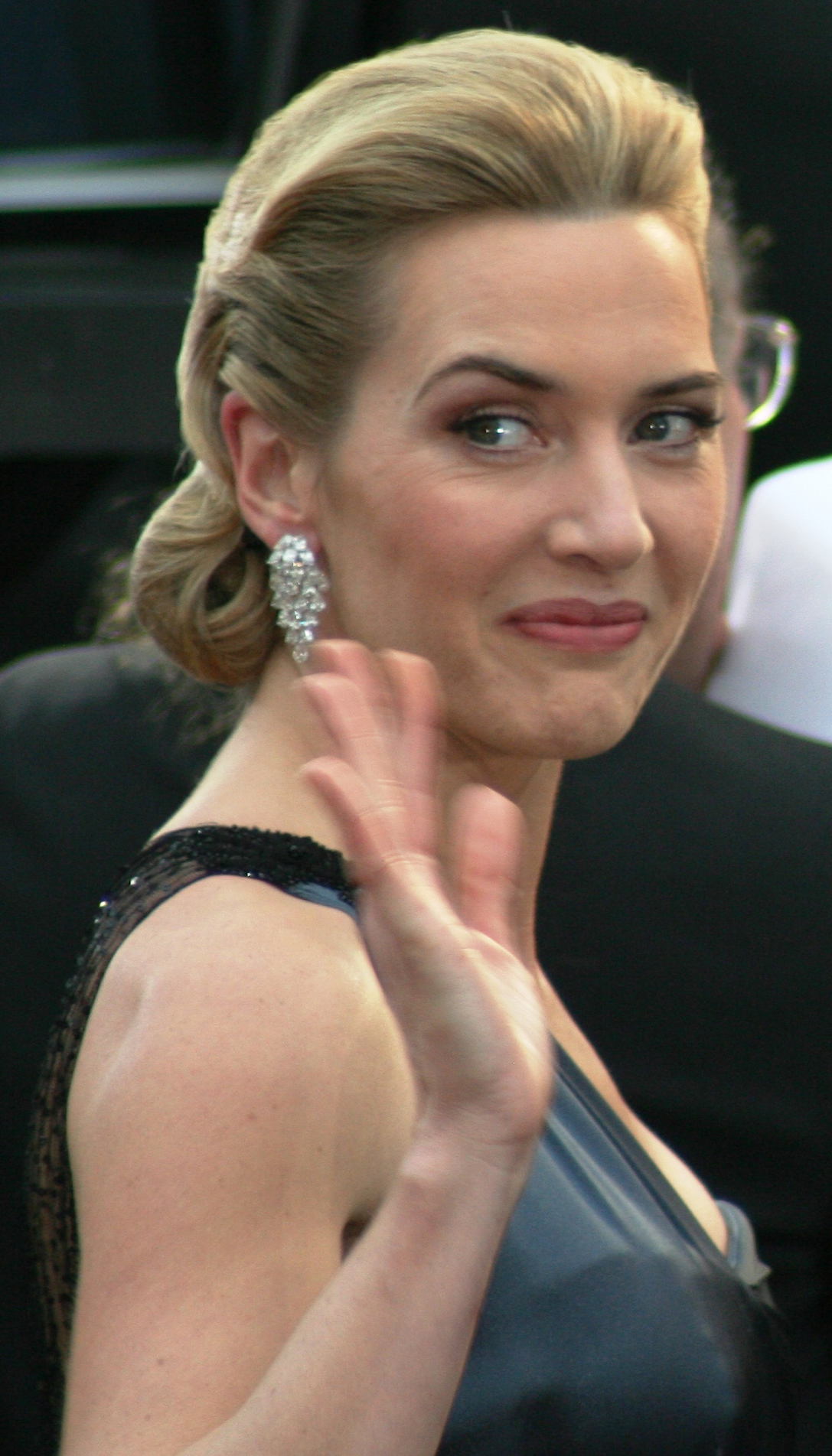
Kate Winslet (The Reader), winnaar vrouwelijke acteur in een bijrol

De winnaars staan bovenaan in vet lettertype.

### Cast in een film
Outstanding Performance by a Cast in a Motion Picture
- Slumdog Millionaire
  - The Curious Case of Benjamin Button
  - Doubt
  - Frost/Nixon
  - Milk

### Mannelijke acteur in een hoofdrol
Outstanding Performance by a Male Actor in a Leading Role
- Sean Penn - Milk
  - Richard Jenkins - The Visitor
  - Frank Langella - Frost/Nixon
  - Brad Pitt - The Curious Case of Benjamin Button
  - Mickey Rourke - The Wrestler

### Vrouwelijke acteur in een hoofdrol
Outstanding Performance by a Female Actor in a Leading Role
- Meryl Streep - Doubt
  - Anne Hathaway - Rachel Getting Married
  - Angelina Jolie - Changeling
  - Melissa Leo - Frozen River
  - Kate Winslet - Revolutionary Road

### Mannelijke acteur in een bijrol
Outstanding Performance by a Male Actor in a Supporting Role
- Heath Ledger - The Dark Knight
  - Josh Brolin - Milk
  - Robert Downey jr. - Tropic Thunder
  - Philip Seymour Hoffman - Doubt
  - Dev Patel - Slumdog Millionaire

### Vrouwelijke acteur in een bijrol
Outstanding Performance by a Female Actor in a Supporting Role
- Kate Winslet - The Reader
  - Amy Adams - Doubt
  - Penélope Cruz - Vicky Cristina Barcelona
  - Viola Davis - Doubt
  - Taraji P. Henson - The Curious Case of Benjamin Button

### Stuntteam in een film
Outstanding Performance by a Stunt Ensemble in a Motion Picture
- The Dark Knight
  - Hellboy II: The Golden Army
  - Indiana Jones and the Kingdom of the Crystal Skull
  - Iron Man
  - Wanted

## Televisie

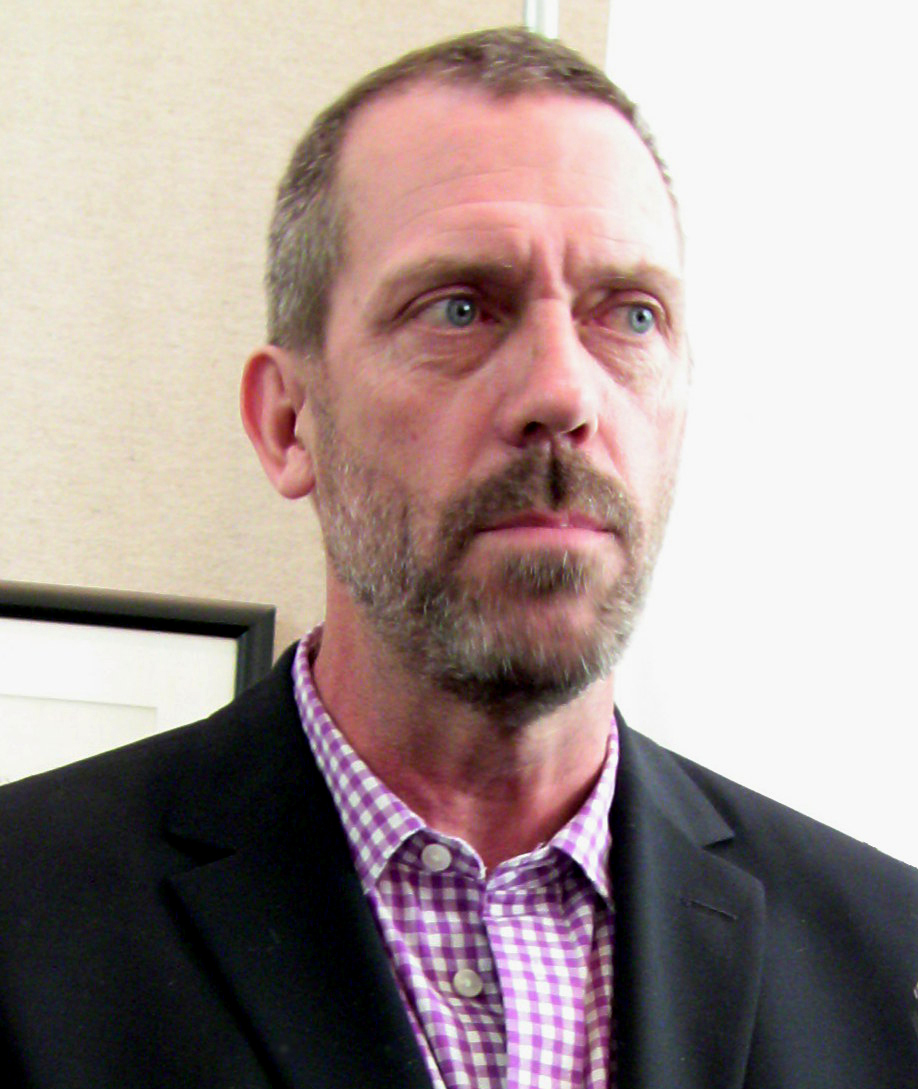
Hugh Laurie (House), winnaar mannelijke acteur in een dramaserie

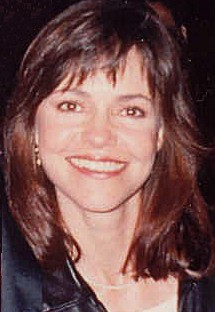
Sally Field (Brothers & Sisters), winnaar vrouwelijke acteur in een dramaserie

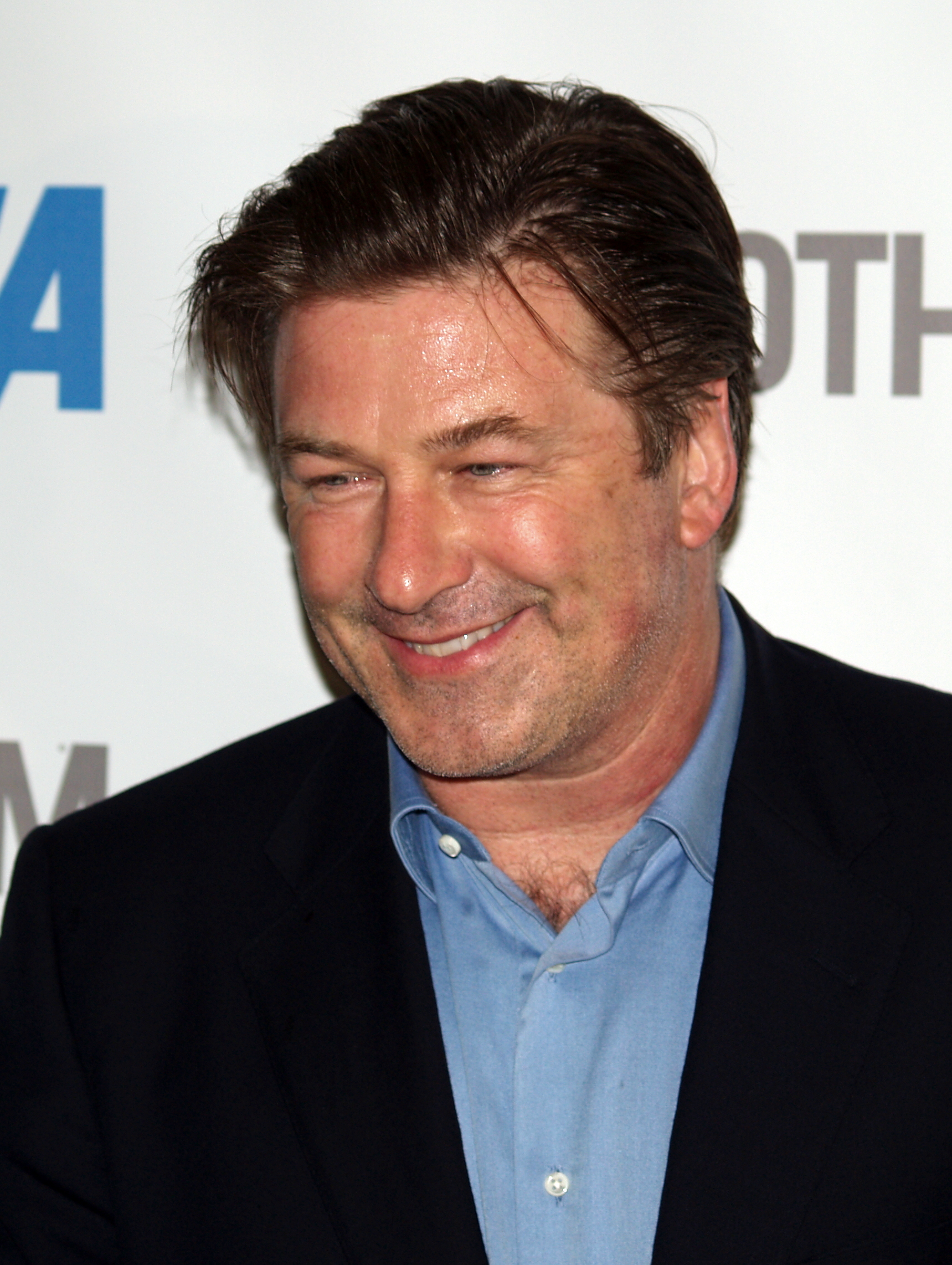
Alec Baldwin (30 Rock), winnaar mannelijke acteur in een komedieserie

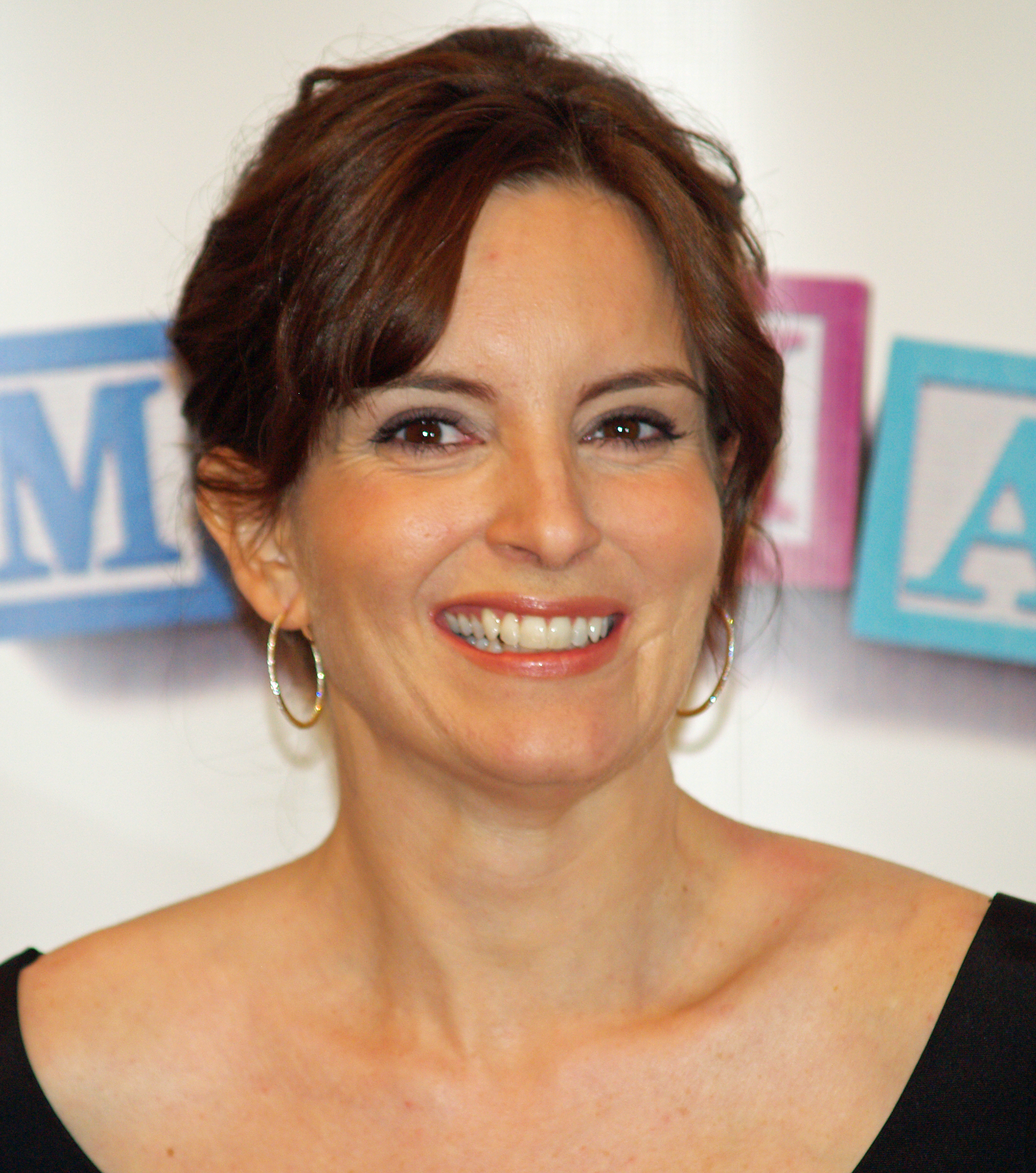
Tina Fey (30 Rock), winnaar vrouwelijke acteur in een komedieserie

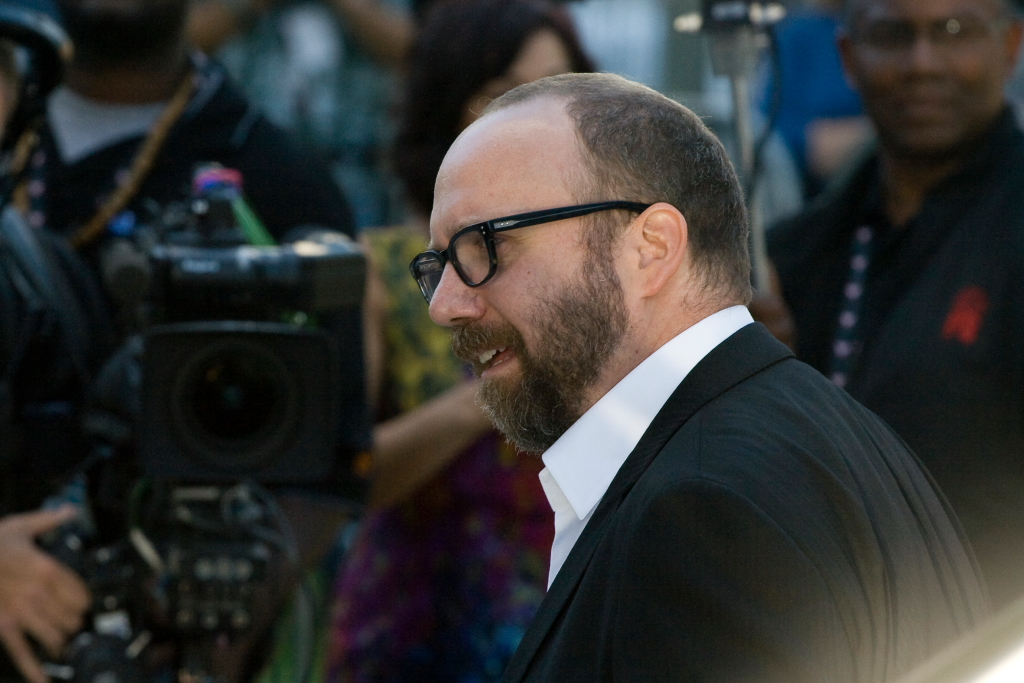
Paul Giamatti (John Adams), winnaar mannelijke acteur in een miniserie of televisiefilm

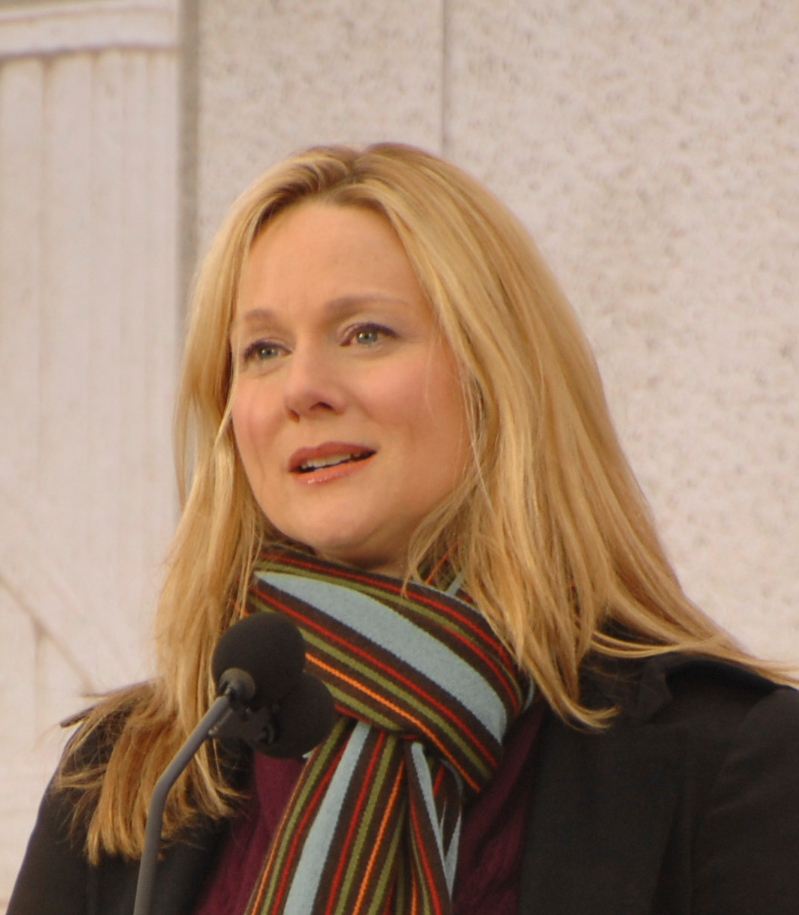
Laura Linney (John Adams), winnaar vrouwelijke acteur in een miniserie of televisiefilm

De winnaars staan bovenaan in vet lettertype.

### Ensemble in een dramaserie
Outstanding Performance by an Ensemble in a Drama Series
- Mad Men
  - Boston Legal
  - The Closer
  - Dexter
  - House

### Mannelijke acteur in een dramaserie
Outstanding Performance by a Male Actor in a Drama Series
- Hugh Laurie - House
  - Michael C. Hall - Dexter
  - Jon Hamm - Mad Men
  - William Shatner - Boston Legal
  - James Spader - Boston Legal

### Vrouwelijke acteur in een dramaserie
Outstanding Performance by a Female Actor in a Drama Series
- Sally Field - Brothers & Sisters
  - Mariska Hargitay - Law & Order: SVU
  - Holly Hunter - Saving Grace
  - Elisabeth Moss - Mad Men
  - Kyra Sedgwick - The Closer

### Ensemble in een komedieserie
Outstanding Performance by an Ensemble in a Comedy Series
- 30 Rock
  - Desperate Housewives
  - Entourage
  - The Office
  - Weeds

### Mannelijke acteur in een komedieserie
Outstanding Performance by a Male Actor in a Comedy Series
- Alec Baldwin - 30 Rock
  - Steve Carell - The Office
  - David Duchovny - Californication
  - Jeremy Piven - Entourage
  - Tony Shalhoub - Monk

### Vrouwelijke acteur in een komedieserie
Outstanding Performance by a Female Actor in a Comedy Series
- Tina Fey - 30 Rock
  - Christina Applegate - Samantha Who?
  - America Ferrera - Ugly Betty
  - Mary-Louise Parker - Weeds
  - Tracey Ullman - Tracey Ullman's State of the Union

### Mannelijke acteur in een miniserie of televisiefilm
Outstanding Performance by a Male Actor in a Television Movie or Miniseries
- Paul Giamatti - John Adams
  - Ralph Fiennes - Bernard and Doris
  - Kevin Spacey - Recount
  - Kiefer Sutherland - 24: Redemption
  - Tom Wilkinson - John Adams

### Vrouwelijke acteur in een miniserie of televisiefilm
Outstanding Performance by a Female Actor in a Television Movie or Miniseries
- Laura Linney - John Adams
  - Laura Dern - Recount
  - Shirley MacLaine - Coco Chanel
  - Phylicia Rashad - A Raisin in the Sun
  - Susan Sarandon - Bernard and Doris

### Stuntteam in een televisieserie
Outstanding Performance by a Stunt Ensemble in a Television Series
- Heroes
  - The Closer
  - Friday Night Lights
  - Prison Break
  - The Unit